# Голод в Башкортостане
Голод в Башкортостане — массовый голод в 1921—1922 годах на территории современного Башкортостана, часть голода в Поволжье.
В Башкортостане голод начался в феврале 1921 года и охватило значительное население — 2—2,5 миллиона человек. В годы голода население Башкортостана сократилось на 650 тысяч человек или на 22 %. Подобного массового голода в истории края никогда не было, в народе известен как «Большой голод» (баш. «Ҙур аслыҡ», в народе «йоттоҡ йылы»).

## Причины
Непосредственно по территории Башкортостана долгое время проходил фронт Гражданской войны, с обеих сторон были отмечены массовые случаи мародёрства, грабежей и других преступлений против мирного населения. К примеру, по подсчётам правительственной комиссии только в трёх кантонах (Тамьян-Катайском, Бурзян-Тангаурском и Кипчак-Джетировском) пострадавшими оказались 100 тысяч дворов, были уничтожены 5377 хозяйств, до основания разрушено 2826 жилищ, 50 тысяч человек вообще не имело хлеба. Большая часть скота была реквизирована в годы войны или пала от бескормицы в засушливом 1920 году. Национализация лесов в 1918 году лишило возможности также заниматься традиционными кустарными лесными промыслами. Были разрушены производительные силы сельского хозяйства.
В 1918—1920 годах происходила продразвёрстка и бесчинства продотрядов, которая из Башкортостана по существу выкачала все продовольственные ресурсы, особенно из районов с преимущественным проживанием башкирского населения, объявленного «контрреволюционным». Летом 1920 года к власти в Башкирской республике пришли некомпетентные в местных вопросах люди из других окраин страны, которые решили произвести продразвёрстку любой ценой, забирали весь урожай и даже семена. К началу февраля 1921 года было реквизировано на территории Уфимской губернии — 13 млн. пудов зерна и фуража, 12 тыс. пудов сливочного масла, 12 млн шт. яиц; на территории «Малой Башкирии» — 2,2 млн пудов зерна, 6,2 тыс. пудов сливочного масла, 39 тыс. голов крупного и 82 тыс. голов мелкого рогатого скота, 2,2 тыс. пудов мёда.
Подавление повстанческого движения 1918—1921 гг. (в том числе Бурзян-Тангауровского, Бураевского и Вилочного восстаний), сопровождалось широкомасштабным террором, грабежами, конфискациями имущества, изыманием продовольствия у башкирского населения.
В 1921 году в Поволжье разразилась засуха, средняя урожайность зерновых культур сократилась до 2,1 пуда с десятины. Несмотря на это в 1921 году из Уфимской губернии было вывезено по железной дороге 685,3 тысячи пудов хлеба, а в 1922 году — свыше 1,5 миллиона пудов и примерно столько же водным путём.
Согласно И. Г. Акманову, причинами массового голода являются:

«…разруха, вызванная Первой мировой и гражданской войнами, антинародная продовольственная политика новой власти, отобравшая последние запасы продуктов питания у населения в счёт продразвёрстки и продналога, а также национализация природных ресурсов. Недород 1920 г. и стихийное бедствие — засуха (неурожай трав и хлебов) в 1921 г. — это не главные причины голода. Без сомнения, голод в 1921—1922 гг. носил специально организованный характер голодомора.»— Акманов И. Г. Демография башкир начала XX века // Ватандаш. — ISSN 1683-3554.

## Масштабы голода
«Башкирское население переживает такие муки голода, перед которыми бледнеют все ужасы Поволжья…»
В Башкортостане голод начался в феврале 1921 года и охватило значительное население — 2—2,5 миллиона человек. Наиболее пострадало население горно-лесных и горно-степных регионов, которое занималось преимущественно скотоводством и лесными промыслами.
Во время голода, наиболее всего пострадало детское население. На 1 августа 1922 года в республике голодало 1080520 детей в возрасте до 15 лет, что составило 77% всех детей данного возраста.
Для населения лучшим хлебом стал «зелёный» — из лебеды и других трав, худшим — с примесью коры деревьев. Питались собаками, кошками, крысами, воронами, лягушками и другими, выкапывали из земли остатки прошлогодней мерзлой картошки, коренья.
В июне 1921 года в Бирском уезде и Усерганском кантоне вспыхнули голодные бунты, были убиты местные чиновники и коммунисты.
В некоторых кантонах были зафиксированы случаи людоедства. Распространились эпидемии сыпного тифа и других болезней.

## Помощь голодающим

### Действия советского правительства
19 апреля 1921 года о ситуации с продовольствием в республике наркому по делам национальностей И. В. Сталину в личной беседе сообщил нарком по военным делам СНК БАССР М. Л. Муртазин.
22 мая 1921 года председатель БашЦИК Ш. А. Худайбердин отправил телеграмму в Наркомпрод РСФСР, Наркомнац и ЦК РКП (б), где говорилось о том что в республике от голода продолжается «систематическое вымирание населения», голодающих насчитывается более 200 тысяч человек и о необходимости на 3 месяца примерно 200 тысяч пудов хлеба.
2 июня 1921 года представитель Наркомнаца при Башкирской АССР Ш. А. Манатов сообщил В. И. Ленину о безвыходности положения населения республики и о необходимости срочной помощи продовольствием, однако Центр снова не торопился оказывать помощь голодающему населению края.
22 июня 1921 года при Московском обществе сельского хозяйства был создан общественный Комитет по борьбе с голодом (Всероспомгол). Но решением ВЦИК от 27 августа 1921 года комитет был распущен, а его члены были арестованы.
18 июля 1921 года при ВЦИК была образована Центральная комиссия помощи голодающим (ЦК Помгол), а в августе — Башпомгол и Уфимский Губпомгол. Также были созданы волостные, кантонные и сельские комиссии помощи голодающим. ЦК Помгол прикрепила Башкирию, как голодающий край, к благополучным по урожаю Акмолинской, Екатеринбургской, Курской, Петроградской, Семипалатинской, Смоленской и Тюменской губерниям России (1921–22).

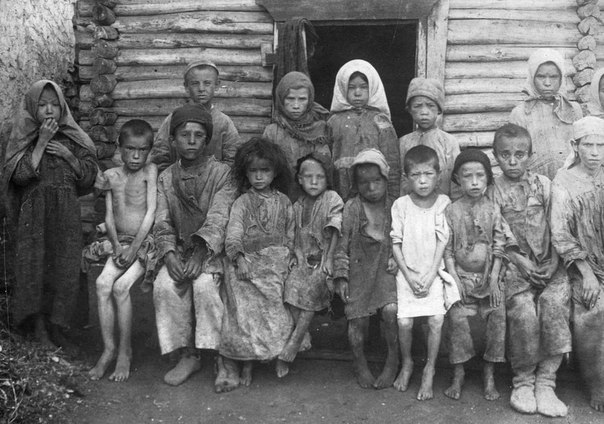
Голодающие дети. Уфа, 1921 год.

Совет народных комиссаров Башкирской АССР запретило вывоз продовольствия из республики. Организовывались субботники в помощь голодающим, однако пожертвования были незначительны — по неполным данным в 1921—1922 годах было собрано 720 тысяч пудов хлеба, 89 тысяч пудов мяса, свыше 200 тысяч пудов овощей и др. Половина собранного в 1921 году продналога — 79483 пудов различного продовольствия была направлена в помощь голодающим.
В октябре—сентябре 1921 года проводилась Всероссийская неделя помощи голодающим. Наркомнац обратился к гражданам Советской России с призывом помочь голодающему населению. В сентябре 1921 года в край поступило 120 тысяч пудов семенной ржи из разных губерний. Также были и другие пожертвования, но всего этого было недостаточно для преодоления бедствия.
В апреле 1922 года СНК БАССР принял постановление «О людоедстве», которое было направлено на защиту населения, в особенности детей, от посягательств людей на почве голода ставших психически ненормальными, а также для пресечения торговли человеческим мясом.
Была организована борьба по ликвидации детской беспризорности, в 1922 году действовало 210 детских домов.
В 1921—1922 годах центральные власти для крестьян Башкортостана выделили в качестве ссуды свыше 6 миллионов пудов семян, что оказалось решающей для проведения осеннего сева 1921 года и весеннего сева 1922 года. Возврат ссуды был перенесён на 1923—1924 годы.
Правительством были организованы столовые, в которых питалось в декабре 1921 года — 83,5 тысячи детей, в марте 1922 года — 221,2 тысячи, в июне 1922 года — свыше 400,6 тысяч детей. Также многие голодающие получали продовольственные пайки.

### Помощь от Американской администрации помощи
Большую помощь голодающему населению края оказала Американская администрация помощи (АРА). В ноябре 1921 года в Уфе открылось окружное отделение «Уфа—Урал» под руководством У. Белла, действовавшее в Башкирской республике, Уфимской губернии, части Екатеринбургской губернии, Оренбургской губернии и Челябинской губернии совместно с комиссиями помощи голодающим, органами здравоохранения и социального обеспечения.
Осенью 1921 года АРА были открыты первые столовые, а после приюты для сирот. Также была организована доставка продовольствия, медикаментов, одежды и обуви. К 1 январю 1922 года действовало 482 столовые на 53 тысячи детей, а к 1 сентябрю того же года — 3256 пунктов питания на 547 тысяч человек.
В октябре 1922 миссия Американской администрации помощи отбыла из Уфы, её помощь продолжала поступать в республику до мая 1923 года.
В середине сентября 1922 года в республике работало 2222 столовых Американской администрации помощи, в которых питались 276686 детей. Несмотря на урожай голод осенью 1922 года продолжался, особенно усиливается после наступления холодов. Если на 1 декабря 1922 года в республике голодало 252960 детей в возрасте до 16 лет, что составило 21,5% всех детей указанного возраста, то на начало марта 1923 года их численность достигла 391935 человек (33,3%). По этой причине в 1923 году Американская администрации помощи вновь расширяет свою деятельность, если на 1 декабря 1922 года в его столовых питалось 27 тысяч детей, то к маю 1923 года их количество достигло 2771652 человек. В апреле 1923 года в Башкирской АССР работало 465 столовых АРА.

### Помощь из других стран
В Башкортостане действовали также благотворительные организации из Китая и Ирана.
За 1921—1922 годы в Башкирскую республику и Уфимскую губернию из-за границы было завезено 1817 тысяч пудов различных продуктов, свыше 1 миллионов банок консервированного молока, одежда и обувь.

## Последствия голода
В годы голода население Башкортостана сократилось на 650 тысяч человек или на 22 %. Численность башкир и татар уменьшилась на 29 %, а русских — на 16 %. Значительно увеличилось количество детей-сирот. Распространились эпидемии.
В 1921—1922 годах исчезло 82,9 тысячи крестьянских хозяйств, количество рабочих лошадей сократилось на 53 %, крупного рогатого скота — на 37,7 %, овец — на 59,5 %. Посевные площади уменьшились на 917,3 тысячи десятин (на 51,6 %).
Голод подорвал производительные силы сельского хозяйства, на восстановление которых потребовались долгие годы. В этих тяжёлых условиях в Автономной Башкирской ССР позже, чем в других регионах началось восстановление народного хозяйства и к началу массовой коллективизации оно не было завершено.